# فردریک ون دروال
فردریک ون دروال (به انگلیسی: Frederique van der Wal) (زاده ۳۰ اوت ۱۹۶۷) مدل هلندی است.